# Habsburg Mária Anna portugál királyné
Ausztriai Mária Anna (németül: Maria Anna von Österreich, portugálul: Maria Ana de Austria; Linz, 1683. szeptember 7. – Lisszabon 1754. augusztus 14.) Habsburg-házi osztrák főhercegnő, V. János királlyal kötött házassága révén Portugália királynéja 1708-tól hitvese 1750-ben bekövetkezett haláláig, valamint az ország régense férje betegségét követően 1742 és 1750 között.
A főhercegnő volt I. Lipót német-római császár és harmadik felesége, Pfalz–Neuburgi Eleonóra Magdolna császárné második életben maradt leánya, a későbbi I. József és VI. Károly császárok testvére. 1708-ban kötött házasságot a portugál királlyal, V. Jánossal. Kapcsolatukból összesen hat gyermek született, köztük két későbbi portugál monarcha, I. József és III. Péter királyok is.
Férje, a király 1750-ben bekövetkezett halálát követően a kormányügyek intézését átadta legidősebb fiának, I. Józsefnek. Mária Anna királyné nem sokkal ezt követően, 1754-ben hunyt el, hetvenéves korában. Testét Lisszabonban, míg szívét Bécsben, a császári kriptában őrzik.

## Élete

### Származása, testvérei
Mária Anna főhercegnő 1683. szeptember 7-én született Linzben. Édesapja I. Lipót német-római császár és magyar király volt, édesanyja a császár harmadik felesége, Pfalz–Neuburgi Eleonóra. A leányok sorában harmadikként született. Két bátyja, a későbbi I. József és VI. Károly német-római császárok, és két nővére, Mária Erzsébet és Mária Magdolna érte el a felnőttkort. Apjának első házasságából volt még egy nővére is, Mária Antónia főhercegnő, aki 1685-ben II. Miksa Emánuel bajor választófejedelem felesége lett.

### Házassága, gyermekei
1708. október 27-én Lisszabonban férjhez ment a Bragança-házból való V. János portugál királyhoz (1689–1750).
A házasságból hat gyermek született:
- Mária Borbála (1711–1758), 1729-től VI. Ferdinánd spanyol király felesége
- Péter (1712–1714)
- I. József (1714–1777), Portugália királya (1750–1777)
- Károly (1716–1736)
- III. Péter (1717–1786), Portugália királya (1777–1786)
- Sándor Ferenc (1718–1728)

### Portugália régense
1742-ben, miután férje szélütést kapott, átvette az uralmat és régensként intézte az ügyeket. V. János halála után, 1750. július 31-én átadta a kormányt legidősebb fiának, az új királynak, I. Józsefnek.

### Halála
1754. augusztus 14-én halt meg Lisszabonban. Holttestét a lisszaboni német mezítlábas karmeliták templomában temették el, szívét később hazaszállították Ausztriába és a Habsburgok hagyományos temetkezőhelyén, a bécsi kapucinusok templomának kriptájában (Kapuzinergruft) helyezték el.